# Darkspace (formație)
Darkspace este o formație black metal din Berna, Elveția.
În constrast cu concepțiile ;i stereotipurile greșite despre producțiile black metal, formația nu se concentrează asupra satanismului sau misantropismului, ci mai degrabă asupra descrierilor spațiului, întunericului și misticismului cosmic. Pe lângă sunete dominante și voci se află sampleruri din filme SF cum ar fi  2001: A Space Odyssey, Event Horizon și Alien.
O caracteristică specifică a formației este renunțarea la a da titluri pieselor și albumelor. În consecință trupa se referă la albume cu numele de Darkspace și piesele conținând titlul Dark și cifre. De exemplu, Dark 1.6 este a șasea piesă de pe primul lor album, Dark Space 1.

## Biografie
Darkspace este un trio din Elveția format în anul 1999 de muzicienii Wroth (Paysage D'Hiver), Zorgh și Zhaaral. Trei ani mai târziu, după demo-ul Dark Space-I din 2003, în 2005 lansează primul album Dark Space I în ediție limitată de 500 de unități. Dark Space I a fost mai târziu lansat în 2006 de Avantgarde Music. 
În 2006 formația lansează Dark Space II. Lansat inițial în 2003 si 2005 respectiv de Haunter of the Dark, albumele Dark Space I și II sunt acuma deținute de Avantgarde Music și au fost relansate.
Pe 28 mai 2008 formația a lansat cel de-al 3 lea album intitulat Dark Space III, aparent înregistrat într-un adăpost subteran. Dark Space III reușește să facă ce majoritatea formațiilor de Black Metal depressive/suicidal/ambiental eșuează să facă. Este o previziune a morții, așa cum ateismul o constată, fără gânduri, fără sentimente. Gravitația se retrage și golul se deschide.
Pe 12 februarie 2011, Darkspace a anunțat că va lansa un nou EP intitulat Minus 1. Acesta este o re-înregistrare și mixare a albumului demo „-1”, din 2002. Minus One a fost lansat pe 6 iunie 2012 (CD) și 12 iunie 2012 (vinil).
Trupa a anunțat că va lansa cel de-al patrulea și pe 8 august informația a fost confirmată oficial de casa de discuri, dezvăluind titlul, coperta albumului și data lansării.

## Membri
- Wroth - chitară/voce (Paysage D'Hiver)
- Zhaaral - chitară/voce (Sun of the Blind)
- Zorgh - chitară bas/voce

## Discografie
| Data lansării | Titlu                      | Casă de discuri     |
| 2002          | Dark Space -I (Demo album) | Independent         |
| 2003          | Dark Space I               | Haunter of the Dark |
| 2005          | Dark Space II              | Avantgarde Music    |
| 2008          | Dark Space III             | Avantgarde Music    |
| 2012          | (EP) Minus 1               | Avantgarde Music    |
| 2014          | Dark Space III I           | Avantgarde Music    |